# بارنز كومبتون
بارنز كومبتون هو سياسي أمريكي، ولد في 16 نوفمبر 1830، وتوفي في 4 ديسمبر 1898 في لوريل في الولايات المتحدة. نشط حزبياً في الحزب الديمقراطي. وقد انتخب أمين صندوق الدولة ‏ وانتخب عضو مجلس النواب لولاية ماريلند ‏ وانتخب عضو مجلس النواب الأمريكي ‏.